# レジェンダリー・イヤーズ
『レジェンダリー・イヤーズ』(Legendary Years)は、2017年に発売されたイタリアのパワーメタルバンド、ラプソディー・オブ・ファイアの11thアルバムである。

## 解説
- 1stアルバム『レジェンダリィ・テイルズ』から4thアルバム『パワー・オブ・ザ・ドラゴンフレイム』までに発表されたアルバム・ミニアルバム・シングルの楽曲をリ・レコーディングした作品である。

## 収録曲
1. ドーン・オブ・ヴィクトリー - Dawn of Victory
2. ナイトライダー・オブ・ドゥーム - Knightrider of Doom
3. フレイムス・オブ・リヴェンジ - Flames of Revenge
4. ビヨンド・ザ・ゲイツ・オブ・インフィニティ - Beyond the Gates of Infinity
5. ランド・オブ・イモータルズ - Land of Immortals
6. エメラルド・ソード - Emerald Sword
7. レジェンダリィ・テイルズ - Legendary Tales
8. ダーガー、シャドウロード・オブ・ザ・ブラック・マウンテン - Dargor, Shadowlord of the Black Mountain
9. ホエン・ディーモンズ・アウェイク - When Demons Awake
10. ウィングス・オブ・デスティニー - Wings of Destiny
11. ライディング・ザ・ウインズ・オブ・エターニティ - Riding the Winds of Eternity
12. ザ・ダーク・タワー・オブ・アビス  - The Dark Tower of Abyss
13. ホーリー・サンダーフォース - Holy Thunderforce
14. レイン・オブ・ア・サウザンド・フレイムス - Rain of A Thousand Flames
15. ホエア・ドラゴンズ・フライ - Where Dragons Fly※

※日本盤ボーナス・トラック

## メンバー
- Giacomo Voli - vocals
- Roberto De Micheli - guitars
- Alex Staropoli - keyboards
- Alessandro Sala - bass
- Manu Lotter - drums